# Benárd Ágost

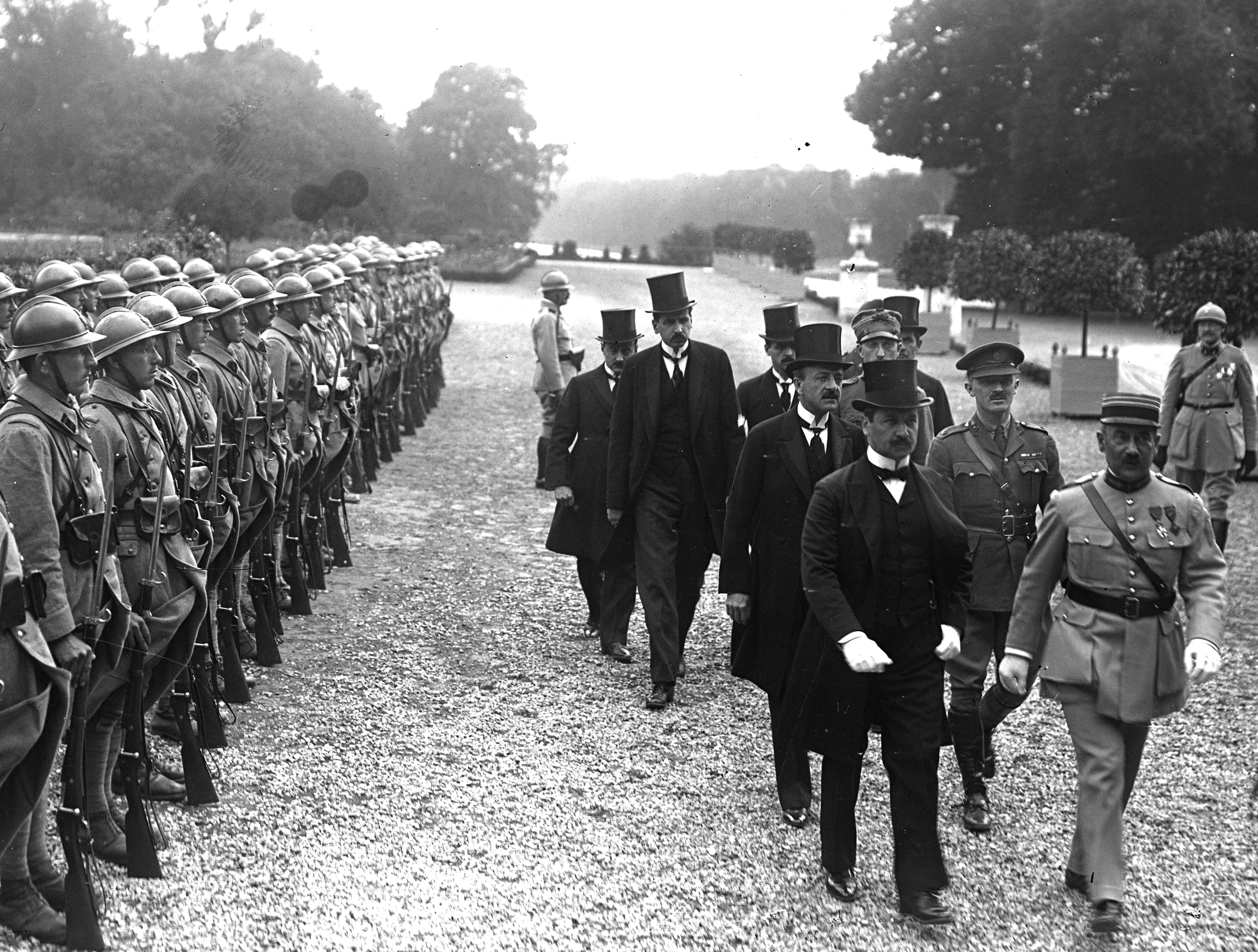
1920. június 4-én Benárd Ágost vezetésével érkezik a magyar delegáció, a trianoni békediktátum ünnepélyes aláírására, a versailles-i, Nagy-Trianon kastélyhoz

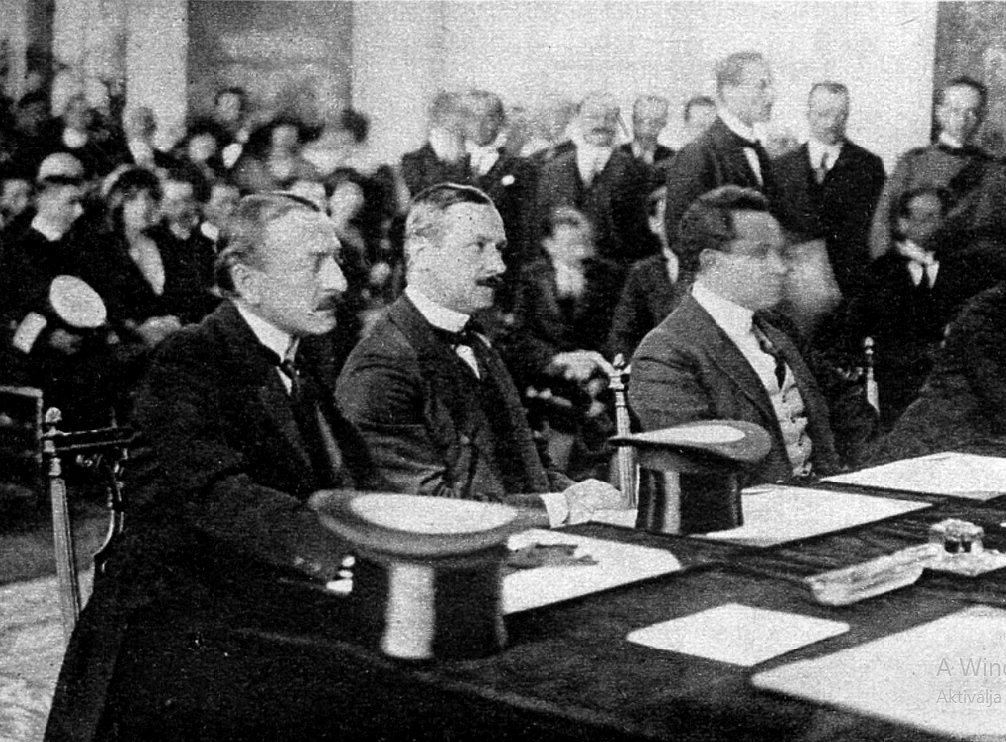
A Le Miroir című párizsi újság 1920. június 13-ai tudósításának fotóillusztrációja az aláírásról

Vitéz szilvágyi Benárd Ágost (Budapest, 1880. január 3. – Balatonkenese, 1968. június 22.) orvos, eszperantista, keresztényszocialista politikus, a trianoni békeszerződés egyik aláírója az első világháborúban vesztes Magyar Királyság képviselőjeként.

## Életpályája
A nemesi származású szilvágy Benárd családban született. Édesapja, szilvágyi Benárd Lajos (1827–1885), honvédelmi minisztérium osztálytanácsosa, anyja szeniczei Gáspár Emília (1838–1907) volt. Benárd Ágostnak az apja, Benárd Lajos 1877. július 22-én I. Ferenc József magyar királytól „szilvágyi” előnévvel magyar nemességet és címeradományt kapott. Az anyai nagyszülei szeniczei Gáspár András (1804–1884), 1848-49-iki honvédtábornok, 1848-49-ik biharmegyei honvédegyesület elnöke, és biharmegyei bizottsági tag, és téglási Ercsey Emília (1812–1896) voltak.
Benárd Ágost a piaristáknál tanult, majd az orvosi diploma megszerzése után belgyógyász és sebészgyakornok volt. Az első világháború kitörésekor bevonult és összesen ötven hónapot töltött harctéren, mint hadiorvos. A háború végén már a győztes őszirózsás forradalom ellen fegyveres szervezkedésbe kezdett, egyúttal pedig bekapcsolódott a különböző jobboldali politikai mozgalmak életébe is. Amikor Károlyit a kommunisták megbuktatták és kikiáltották a Magyarországi Tanácsköztársaságot, Benárdot már másnap elfogták és halálra ítélték. A végrehajtás elől sikerült megszöknie és Bécsben csatlakozott a  helyi magyar ellenforradalmi erőkhöz, ugyanakkor Ausztriában is fegyveres szervezkedésbe kezdett az ottani kommunisták ellen, sikerrel.
Szociális érzéke hamar kitűnt; miközben az I. kerületi Munkásbiztosító Pénztár főorvosa lett, Kelenföldön és Lágymányoson is ingyenes betegellátást biztosított a szegényeknek. Tagja lett a budai keresztényszocialista mozgalomnak, s így a Tanácsköztársaság bukása után kinevezték a Munkásbiztosító Pénztár igazgatójának, majd a Huszár-kormány megalakulásakor a népjóléti és munkaügyi minisztérium adminisztratív államtitkára lett; a Simonyi-Semadam-kormányban és Teleki Pál első kormányában is ugyanezen terület miniszterévé nevezték ki. 1920 és 1922 között a KNEP nemzetgyűlési képviselője, az 1922-es nemzetgyűlési választáson pedig listán jutott be a Parlamentbe a Keresztény Egység Táborának programjával.
Legjelentősebb politikai tette a trianoni békeszerződés aláírása volt a kormány képviseletében Magyarország részéről 1920. június 4-én Drasche-Lázár Alfréd rendkívüli követ és államtitkár kíséretében. A tiltakozás és ellenállás gesztusaként állva írta alá a dokumentumot.
A békeszerződés aláírása után tagja maradt a Teleki-kabinetnek egészen annak bukásáig. Benárd Ágost, miután a Bethlen-kormányba már nem kapott meghívást, a Nép című jobboldali újság főszerkesztője lett, melynek hasábjain élénk publicisztikai tevékenységet is kifejtett.

„Síri csendben fogadtak, és általános ügyelem közepette foglaltuk el helyünket. Millerand elnök kihirdette, hogy következik a magyar megbízottak által a békeszerződés aláírása. A ceremóniamester először hozzám lépett, és felkért, írjam alá a békét. Udvariasan hellyel kínált:
- Prenez place, Exellence!, Benár

- Merci beaucoup, Monsieur! – válaszoltam, amint udvariasan visszautasítottam a nekem átnyújtott dísztollat is, és állva, szinte oda se nézve, félvállról, a szálló asztalán talált és magammal hozott rozsdás, puhafa szárú tollal írtam alá a békeszerződést, majd családi pecsétes gyűrűmmel megpecsételtem. Azután otthagytam a tollat az asztalon. Majd meghatalmazott-társam, Drasche Lázár Alfréd írta alá. (Praznovszky Iván, a későbbi párizsi követ, aki a magyar békedelegáció főtitkára volt, még a szállóban felajánlott egy elég díszes tollat, amit erre a célra Budapestről küldtek. Érdekes, hogy a Hadtörténelmi Múzeumban őrzik ezt a tollat, amivel állítólag aláírtuk a békeszerződést, de felvilágosítottam a múzeum vezetőjét, hogy nem ezt használtam!) Egész magatartásommal dokumentálni akartam, hogy a reánk kényszeritett aláírásnak a magam részéről egyéb fontosságot nem tulajdonítok, azt nem ünnepélyes aktusnak, hanem reám nézve személy szerint és elsősorban nemzetemre nézve reánk kényszeritett és így minket nem kötelező, megalázó aktusnak tekintettem.”

– Benárd Ágost visszaemlékezése az aláírás tizedik évfordulóján, 1930-ban. 

1924-ben kilépett a kormányt támogató Wolff-pártból, mert véleménye szerint a kormány elvesztette keresztényszocialista alapjait. Gömbös Gyula kormányának megalakulásával visszatért a pártpolitikába és a Nemzeti Egység Pártjába is belépett, ahol a budai szervezetek munkájában szerzett érdemeket. 1935–39 között pártja színeiben a veszprémi választókerületet képviselte az Országgyűlésben.
A második világháború kitörése után végleg visszavonult az aktív politikai élettől. 1968. június 22-én halt meg.